# Flavius Eugenius Asellus

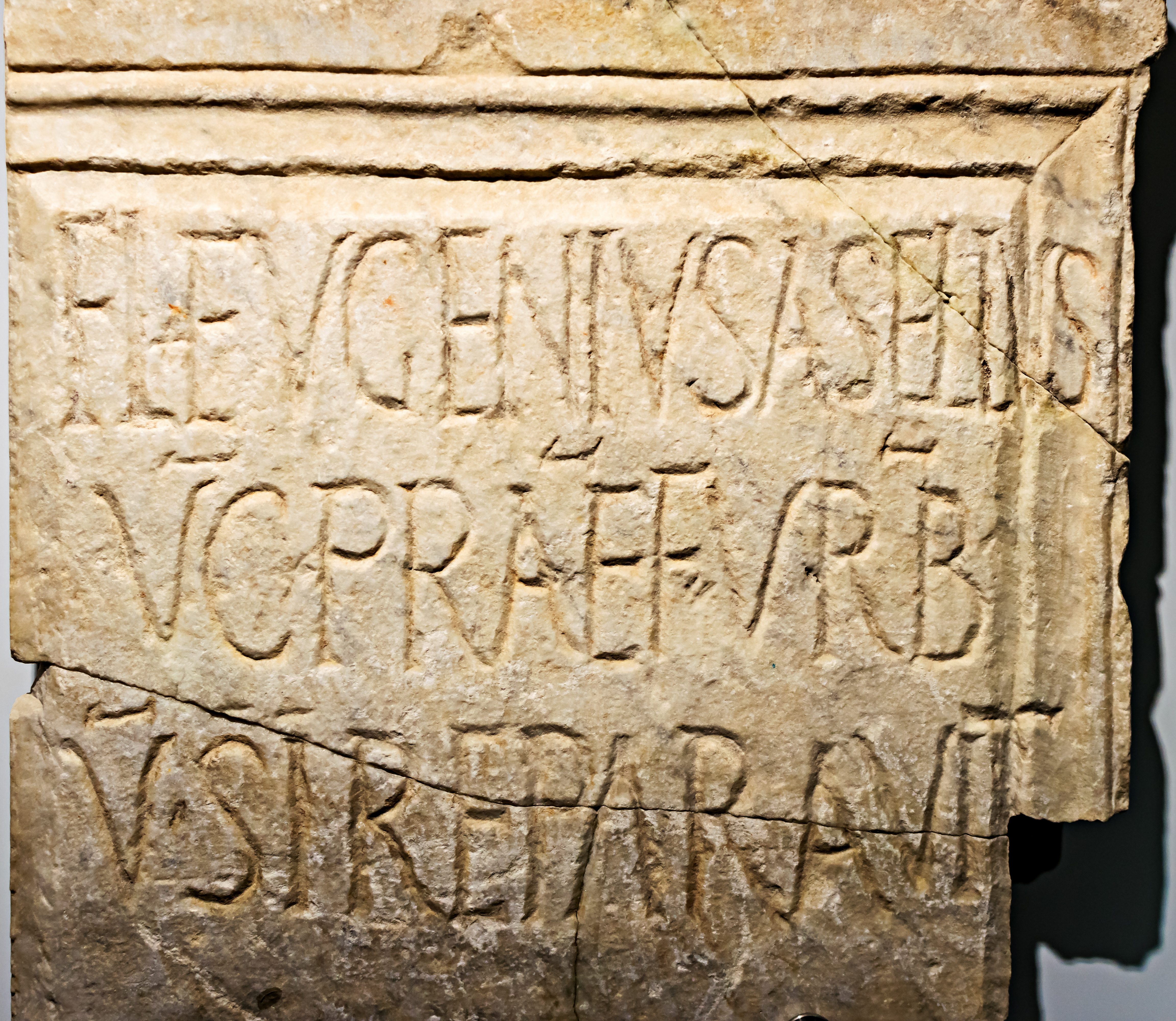
Säuleninschrift des Stadtpräfekten Flavius Eugenius Asellus aus der Basilika San-Paolo-fuori-le-mura (CIL 06, 1668)

Flavius Eugenius Asellus war ein spätantiker weströmischer Beamter. 
Er war römischer Bürger von höchstem senatorischem Rang (vir illustris) und lebte im 5. Jahrhundert. Er bekleidete im Jahr 468 das Amt des comes sacrarum largitionum. Während der Regierungszeit des weströmischen Kaisers Anthemius war er Stadtpräfekt von Rom, wobei seine Amtszeit vermutlich in die Zeit zwischen 469 und Anthemius’ Tod 472 zu datieren ist.
Durch eine Inschrift an den spätantiken Säulen der Basilika Sankt Paul vor den Mauern ist belegt, dass durch den Stadtpräfekten Flavius Eugenius Asellus die frühchristliche Kirche restauriert wurde.